# Tatjana Rostovaitė
Tatiana Rostovaitė (n. 4 august 1926, Šiauliai – d. 1993) a fost o poetă, traducătoare și critic literar și teatral lituaniană.

## Biografie
A studiat la Școala gimnazială de fete din Šiauliai, iar în perioada 1942–1945 a lucrat la Teatrul dramatic din Šiauliai. În 1950 a absolvit Facultatea de Istorie și Filologie a Universității din Vilnius, specializându-se în limba și literatura lituaniană. A urmat apoi studii postuniversitare. În perioada 1956–1958 a lucrat ca redactor la revista Literatūra ir menas.
A publicat lucrări de critică literară și teatrală și a tradus opere literare ale unor scriitori ruși, norvegieni, francezi, germani, estoni, letoni, armeni, bulgari sau moldoveni (Nicolai Nekrasov, Mihail Lermontov, Henrik Ibsen, Heinrich Heine, Pierre-Jean de Béranger, Louis Aragon, Robert Desnos, Paul Éluard, Fransua Mono, Eženas Puatje, Victor Hugo, Debora Varendi, Paul Eric Puls, Arvas Metsas, Ion Druță, Silva Kaputikian, Stanka Penceva).
Poeziile sale au răspuns imperativelor literare sovietice, au poetizat eroismul Comsomolului, munca socialistă, patria, lupta pentru pace, cooperativizarea agriculturii. Patosul său romantic exprimă pasiunea pentru umanismul socialist. Volumele următoare au teme mult mai mature: maternitatea, experiența de viață, reflecții cu privire la utilitatea socială omului, conținând și unele elemente de ironie. 

## Scrieri
- Nugalėtojai: eilėraščiai. – Vilnius: Valstybinė grožinės literatūros leidykla, 1951. – 91 p.
- Salomėja Nėris: monografinė apybraiža. – Vilnius: Valstybinė politinės ir mokslinės literatūros leidykla, 1955. – 47 p.
- Tarp jūros ir marių: eilėraščiai / dail. I. Sizovas. – Vilnius: Vaga, 1966. – 129 p.: ilustr.
- Ugnis ir vanduo: eilėraščiai. – Vilnius: Vaga, 1970. – 126 p.
- Saulės paunksnėj: eilėraščiai / dail. Rimtas Tarabilda. – Vilnius: Vaga, 1974. – 109 p.: ilustr.
- Heroika ir svajonė: apie lietuvių tarybinę poeziją. – Vilnius: Vaga, 1976. – 264 p.
- Šventė: rinktinė / dail. Rimtas Tarabilda. – Vilnius: Vaga, 1976. – 366 p.: iliustr.
- Scenoje – lietuvių dramaturgija: teatro kritikos etiudai. – Vilnius: Mintis, 1977. – 133 p.: ilustr.
- Kova, žydėjimas, ruduo: eilės ir poemos / ilustr. V. Lisauskas. – Vilnius: Vaga, 1986. – 376 p.: ilustr.

## Traduceri
- Ion Druță, Povara bunătății noastre (Mūsų gerumo našta, Vaga, Vilnius, 1970) - împreună cu Feliksas Jukna